# Tokyo Tatsumi International Swimming Centre
Het Tokyo Tatsumi International Swimming Center (Japans: 東京辰巳国際水泳場) is een zwembad in de Japanse hoofdstad Tokio. Het ligt in het stadsdeel Tatsumi dat deel uit maakt van de wijk Koto. Het gebouw is ontworpen door Mitsuru Senda en zijn bureau Environment Design Institute in opdracht van de Tokiose havenautoriteit en werd in augustus 1993 geopend. Het complex telt twee zwembaden en een duikbad en biedt plaats aan zo'n 5.000 toeschouwers. In het zwembad zijn verschillende nationale en internationale toernooien gehouden, waaronder meerdere wereldbekerwedstrijden vanaf 2010 en de Pan-Pacifische kampioenschappen in 2018. In 2020 zal het zwembad de speellocatie zijn voor het olympisch waterpolotoernooi; de overige zwemsporten vinden plaats in het Tokyo Aquatics Centre dat voor de Spelen gebouwd wordt.